# Estero Island
Estero Island ist eine rund 10 km lange, schmale Barriereinsel in Florida, die Fort Myers vorgelagert ist. 
Auf der Insel gibt es nur eine Ortschaft, Fort Myers Beach. Im Norden der Insel, welche man über den San Carlos Blvd. von Fort Myers aus erreicht, befinden sich Restaurants, Hotels und die Wohngebiete der Insulaner. Weiter im Süden findet man überwiegend Hotels. Das besondere am Norden der Insel ist, dass man Restaurants und Bars, untypisch für die USA auch zu Fuß erreichen kann.
Der Strand ist weiß und feinsandig, und selten überfüllt. Eng kann es nur an Wochenenden und während des Spring Breaks (Frühlingsferien der amerikanischen College-Studenten) werden. 
Ausflüge kann man mit der High-Speed-Fähre in drei Stunden nach Key West machen. Die Everglades sind eine gute Autostunde entfernt. Lohnend ist auch ein Ausflug zu den benachbarten Inseln Sanibel und Captiva Island.